# Robert LaSardo
Robert LaSardo (* 20. September 1963 in Brooklyn, New York City, New York; als Robert LoSardo) ist ein US-amerikanischer Schauspieler. Er ist nahezu am ganzen Körper tätowiert. In diversen Film- und Fernsehproduktionen verkörperte er oftmals Filmbösewichte.

## Leben
LaSardo studierte Schauspiel am Stella Adler Konservatorium in New York City und debütierte in den 1980er Jahren als Schauspieler. Über Gastrollen in Film- und Fernsehproduktionen gelangte er zu Nebenrollen in Blockbusterfilmen, sowie erfolgreichen US-amerikanischen Fernsehserien, wo er häufig kriminelle Latinos verkörperte, obwohl er selbst ein Italoamerikaner ist. Bekanntheit erlangte er vor allem durch die Rolle als Drogenboss Escobar Gallardo in der Serie Nip/Tuck – Schönheit hat ihren Preis.
Er publizierte auch Bücher, darunter eine Autobiografie und einen Gedichtband.

## Filmografie (Auswahl)

### Filme
- 1988: Nummer 5 gibt nicht auf (Short Circuit 2)
- 1988: Moving – Rückwärts ins Chaos (Moving)
- 1988: Ich und Er
- 1990: Hard to Kill
- 1991: Deadly Revenge – Das Brooklyn-Massaker (Out for Justice)
- 1994: Léon – Der Profi (Léon)
- 1994: Drop Zone
- 1995: Waterworld
- 1996: Tiger Heart
- 1997: Gangland – Cops unter Beschuss (Gang Related)
- 1997: Freeze – Alptraum Nachtwache (Nightwatch)
- 1997: Cypher (Double Tap)
- 1998: Running Woman
- 1998: Love Kills
- 1999: Der Diamanten-Cop (Blue Streak)
- 1999: Wishmaster 2 – Das Böse stirbt nie (Wishmaster 2)
- 2001: Bubble Boy
- 2003: In Hell – Rage Unleashed (In Hell)
- 2005: Dirty
- 2006: Halbtot 2 (Half Past Dead 2)
- 2008: Death Race
- 2008: Tortured
- 2009: Double Tap
- 2010: The Wrath of Cain
- 2010: Autopsy
- 2011: Poolboy
- 2012: Junkie
- 2012: The Honor of Killing (Tomorrow You’re Gone)
- 2014: Lethal Punisher: Kill or be killed (A Certain Justice, auch Puncture Wounds)
- 2014: Jurassic City
- 2015: The Human Centipede III (Final Sequence)
- 2015: Killer Ink. – Dein erstes Tattoo wirst du nie vergessen (Parlor)
- 2018: The Mule
- 2019: Lake of Shadows
- 2020: Attack of the Unknown
- 2020: Sky Sharks
- 2020: Hope for the Holidays
- 2021: 14 Ghosts
- 2021: Blood Harvest
- 2022: Amber Road
- 2022: Project Skyquake
- 2023: Woods Witch
- 2023: Maze of Fate

### Fernsehserien
- 1989–1990: China Beach (5 Folgen)
- 1991: Law & Order (Folge 2x09)
- 1993–2003: New York Cops – NYPD Blue (NYPD Blue, 4 Folgen)
- 1994–1997: Renegade – Gnadenlose Jagd (Renegade, 4 Folgen)
- 1996, 1999: Pacific Blue – Die Strandpolizei (Pacific Blue, Folgen 1x01, 5x20)
- 1996–2000: Nash Bridges (Fernsehserie, Folgen 1x03, 5x21)
- 1997: Der Sentinel – Im Auge des Jägers (The Sentinel, Folge 2x12)
- 1999–2002: V.I.P. – Die Bodyguards (V.I.P., 3 Folgen)
- 1999: Martial Law – Der Karate-Cop (Martial Law, Folgen 1x21–1x22)
- 1999: Akte X – Die unheimlichen Fälle des FBI (The X-Files, Folge 7x08)
- 2002: Fastlane (Folge 1x04)
- 2002: The Shield – Gesetz der Gewalt (The Shield, Folge 1x12)
- 2003: Ein Hauch von Himmel (Touched by an Angel, Folge 9x15)
- 2003–2010: Nip/Tuck – Schönheit hat ihren Preis (Nip/Tuck, 10 Folgen)
- 2004: Cold Case – Kein Opfer ist je vergessen (Cold Case, Folge 1x11)
- 2005: Ghost Whisperer – Stimmen aus dem Jenseits (Ghost Whisperer, Folgen 1x07, 1x08)
- 2006: Bones – Die Knochenjägerin (Bones, Folge 1x13)
- 2006–2007: General Hospital (28 Folgen)
- 2007: Life (Folge 1x03)
- 2007–2011: CSI: Miami (5 Folgen)
- 2008: CSI: Vegas (CSI: Crime Scene Investigation, Folge 8x12)
- 2010: Chase (Folge 1x02)
- 2011: Criminal Minds: Team Red (Criminal Minds: Suspect Behavior, Folge 1x11)
- 2011–2012: In Plain Sight – In der Schusslinie (In Plain Sight, Folgen 4x10, 5x02)
- 2013: Back in the Game (Folge 1x02)
- 2020: Dave (Folge 1x10)